# Зелений Клин (зупинний пункт)
Зеле́ний Клин — пасажирська зупинна залізнична платформа Лиманської дирекції Донецької залізниці.
Розташована у м. Лиман, Донецької області. Платформа розташована на лінії 390 км — Лиман між станціями Лиман (5 км) та Форпостна (6 км).
На платформі зупиняються приміські електропоїзди.